# Pedicularis pheulpinii
Pedicularis pheulpinii är en snyltrotsväxtart. Pedicularis pheulpinii ingår i släktet spiror, och familjen snyltrotsväxter.

## Underarter
Arten delas in i följande underarter:
- P. p. chilienensis
- P. p. pheulpinii